# Bæræble
Bær-Æble (Malus baccata) eller Paradis-Æble er et lille, løvfældende træ med en rund og temmelig åben krone. Æblet er som regel kuglerundt, gulgrønt og meget surt.

## Beskrivelse
Stammen er kort og hovedgrenene er opstigende og krogede. Barken er først rødbrun med hvidfiltet behåring på den yderste del. Senere bliver den glat og gråbrun, og til sidst er den mørkegrå og furet. På kortskuddene ses behåringen i mange år. Knopperne er spredte, behårede, kegleformede og rødbrune. 
Bladene er elliptiske eller ægformede med skarpt savtakket rand. Oversiden er mørkegrøn, glat og blank, mens undersiden er grålig og behåret. Høstfarven er gullig. Blomsterne er hvide med et let rødligt skær. Æblet er som regel kuglerundt, gulgrønt og meget surt. Frøene modner godt og spirer villigt.
Træet har et rodnet, som er kraftigt og vidtrækkende. Normalt vil man dog kun kunne købe planter, der er podet. I så fald vil de ofte have rod fra grundstammen 'MM 106', hvilket giver et svagt forgrenet, men dybtgående rodnet. Træet fremkalder jordtræthed, og det kan være vært for alle de sygdomme, som angriber Spise-Æble.
Højde x bredde og årlig tilvækst: 6 x 6 m (30 x 30 cm/år).

## Hjemsted
Paradis-Æble af den rene art finder man i blandede løvskove fra Sydøsteuropa over Lilleasien og Kaukasus til bjergene i Centralasien. Alle steder foretrækker træet en ret tør bund med let skygge (lysninger og skovbryn).
| Portal | Portal:Botanik |